# Universität Cần Thơ

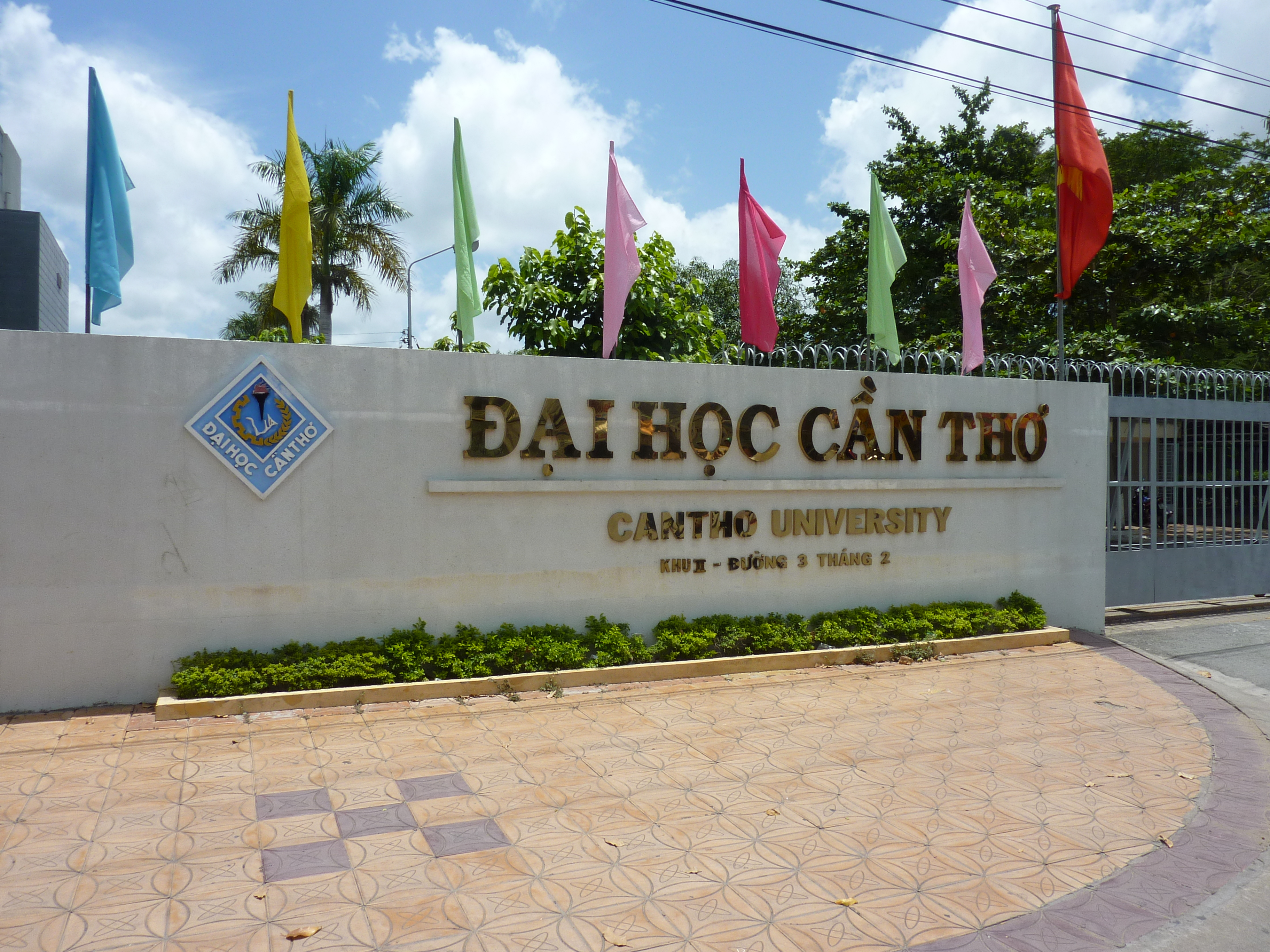
Cantho University

Die Universität Cần Thơ  (vietn.: Trường Đại học Cần Thơ, engl.: Can Tho University) ist eine Universität in der Stadt Cần Thơ, der größten Stadt in der Region des Mekong-Deltas. Sie ist eine multidisziplinäre Universität und eine der führenden Universitäten in der Region des Mekong-Deltas. Sie ist auch eine der wichtigsten Universitäten in Vietnam. Die Universität entstand laut Gründungsbeschluss von 1966 aus sechs in Cần Thơ angesiedelten Hochschulen. Vereint wurden die pädagogische, die medizinische und kunsthistorischen Hochschule der Stadt sowie die allgemeine und die agrarwissenschaftlichen Universitäten.